# Ivan Selak
Ivan Selak (Bjelovar, 27. prosinca 1959.) hrvatski je  vojni pilot, brigadir Hrvatske vojske i bivši kapetan Jugoslavenske narodne armije.

## Vojna karijera
Brigadir Ivan Selak rođen je 27. prosinca 1959. u Bjelovaru. U Jugoslavenskom ratnom zrakoplovstvu (JRZ) služio je od 1979. Prvi samostalni let zrakoplovom MiG-21 izveo je krajem 1981. godine. Godine 1992. bio je stacioniran na vojnom aerodromu Ponikve kod Užica u činu satnika JRZ. Ujedno je na istom aerodromu služio i njegov vjenčani kum pukovnik Ivica Ivandić. 
Tijekom Domovinskog rata, nakon prethodnog prebjega pilota Danijela Borovića i Rudolfa Perešina na hrvatsku stranu, povećan je oprez unutar JRZ. Brigadir Selak i pukovnik Ivandić bili su smješteni u istoj eskadrili i stanovali su u istoj zgradi. Prebjeg na hrvatsku stranu počeli su planirati mjesecima ranije. Ali postojao je i važan uvjet koji je sve komplicirao, htjeli su ići zajedno. Čim je jedan od hrvatskih pilota prešao na drugu stranu, pojačalo se promatranje ostalih. Otegotne okolnosti produžile su prebjeg. Brigadir Selak je u listopadu 1991. godine doživio zrakoplovnu nesreću u kojoj su izgorjela dvojica njegovih kolega. On je jedini preživio. Zbog toga je dobio dozvolu, da ponovno leti tek u ožujku 1992. godine. Brigadir Selak i pukovnik Ivandić su 15. svibnja 1992. s dva MiG-a 21 prebjegli na hrvatsku stranu. Dio eskadrile s osam MiG-ova 21 u četiri para, u kojoj je letio i pukovnik Ivandić, uvježbao je program obilježavanja “Dana zrakoplovstva JRZ”. Jedan pilot odustao je zbog zdravstvenih problema, a posljednjem letačkom paru pridružio se brigadir Selak. Prvi je poletio pukovnik Ivandić. Već je napravio krug oko Srbije i imao je problema s količinom goriva. Naime, u skladu s dogovorom, čekao je radio potvrdu brigadira Selaka, inače posve redovnu, da je i on poletio. Kad je potvrda konačno stigla, pukovnik Ivandić krenuo je prema Splitu. Središte Dalmacije bio je logičan i najbliži izbor. Brigadir Selak ubrzo se odvojio od svog partnera i krenuo prema Zagrebu. Imao je i previše goriva. Obojica su, ovisno o okolnostima, bili spremni sletjeti bilo gdje, “pa i na autocestu, samo da je u Hrvatskoj”. Obojica su na kraju sretno sletjela, pukovnik Ivandić na Resnik, a brigadir Selak na Pleso. U Hrvatskoj su tek rijetki znali da dolaze dvojica pilota. Ali nije se znalo gdje će i kada sletjeti. MiG-21 brigadira Selaka bio je poznat u Hrvatskom ratnom zrakoplovstvu (HRZ) kao "Osvetnik Dubrovnika", djelovao je tijekom Domovinskog rata, a i nakon njega, a 2004. godine rashodovan je.
Brigadir Selak tijekom Domovinskog rata bio je pilot u 1. eskadrili lakih borbenih zrakoplova Čakovec, potom zapovjednik voda zrakoplovstva u Zapovjedništvu HRZ i PZO te zapovjednik voda u 91. ZB Pleso. Od 1996. godine obnašao je dužnost probnog pilota u Sektoru upravljanja Zrakoplovno-tehničkog instituta, a kasnije i načelnika Odjela za kontrolu kvalitete Zavoda. Od 2012. godine obnaša dužnost probnog pilota HRZ-a. Brigadir Selak jedini je strani pilot, kojem je Izrael dao čast da leti iznad Izraela u izraelskom MiG-u 21. Također je kopilot Canadaira CL-215.
Godine 2012. sigurno je prizemljio MiG-21 (dvosjed) s kojeg je tijekom leta otpao stražnji poklopac kokpita. Zrakoplov je upravo stigao sa servisa motora u Zrakoplovno-tehničkom institutu. Na visini od 2800 metara i pri brzini od 850 km/h brigadir Selak čuo je eksploziju. Stražnja kabina ispunila se dimom i prašinom i počela gorjeti. Kabina je tada eksplodirala, a stražnji poklopac je odletio. Da je s MiG-a otpao poklopac kabine brigadir Selak doznao je tek nakon što je uspješno prizemljio zrakoplov. Zbog tog herojskog čina proglašen je herojem, a za to je 2012. godine dobio i priznanje „Ponos Hrvatske“.
Godine 2014. brigadir Selak otišao je na probni let s jednim od MiG-ova 21 koji su remontirani u ukrajinskom remontnom zavodu u Odesi. Popeo se na visinu od 1300 metara i potom počeo probijati zvučni zid. Zatim se začula detonacija, a dim je ispunio kokpit. Odmah je osjetio da se motor MiG-a ugasio, pa je zrakoplov počeo ubrzano tonuti. Pokušao je upaliti motor, ali nije uspio. Tada je već počeo gledati kamo da usmjeri zrakoplov kako ne bi stradali civili na zemlji, ali je još jednom pokušao upaliti motor. Iz drugog pokušaja uspio je pokrenuti motor MiG-a dok je bio na visini od 6000 metara, a odmah zatim ga je uspješno spustio na Pleso. Brigadir Selak je na konferenciji za novinare izjavio: "Bio je to rutinski probni let 5. lipnja na nadzvučnim brzinama i velikim visinama kako bi se izvršila proba motora u najnepovoljnijim uvjetima rada. Došlo je do proboja zraka u motor što je u normalnom letu nenormalno, a u probnom letu normalno i događa se. Odradio sam izvanredni postupak koji se u toj situaciji radi, a to je da sam sam spustio avion na visine na kojima je moguće izvršiti pokretanje motora. Je li remont dobar ili nije, pa motor se pokrenuo, mislim da to dovoljno govori.”
Kritizirao je sporu reakciju Zapovjednoga centra NATO-a u Torrejonu u Španjolskoj nakon pada bespilotne letjelice u Zagrebu 2022.